# Zdeněk Škára
Zdeněk Škára (23. února 1950 – 21. října 2010) byl bývalý český házenkář, československý reprezentant a olympionik.
Zdeněk Škára začínal s házenou v Olomouci. Byl členem československého reprezentačního týmu, které se zúčastnilo Letních olympijských her v letech 1972 v Mnichově. Z Mnichova si odvezl stříbrnou olympijskou medaili, když hrál v jednom zápase československého týmu. Za tento úspěch byl vyznamenán titulem mistr sportu.